# Pepe Rubianes
José Rubianes Alegret, connu sous le nom de Pepe Rubianes, né le 2 septembre 1947 à Vilagarcía de Arousa (Pontevedra) et mort le 1er mars 2009 à Barcelone, est un acteur et directeur de théâtre espagnol. Spécialisé dans les imitations et les monologues, il est très connu pour son ironie et son sens de l’humour très acide. 

## Biographie

### Enfance et formation
Pepe Rubianes est né le 1er septembre 1947 dans la ville galicienne de Vilagarcía de Arosa (Espagne). Encore enfant, il arrive en Catalogne où il grandit, étudie et se forme. Déjà très jeune l’acteur fait preuve de sa vocation pour l’interprétation. 
À l’âge de 16 ans, il débute dans une œuvre de l’Organisation Nationale des Aveugles d’Espagne (ONCE), mais son véritable contact avec le théâtre amateur sera au cours de ses études de philosophie à l’Université de Barcelone. Au début, l’artiste prend part au groupe théâtral TUC (Teatro Universitario de Cámara), mais après il commence à avoir des contacts avec un autre groupe, le Nouveau Groupe de Théâtre Universitaire (NGTU) dont le directeur est Frederic Roda. Dans ce groupe, il fera connaissance avec différentes personnes qui seront les fondateurs de la future compagnie théâtrale Dagoll Dagom (es) avec laquelle il collaborera à plusieurs reprises tout au long de sa carrière.

### Carrière amateur
En 1970, l’acteur étant toujours universitaire, il joue un rôle de figuration avec texte dans Un enemigo del pueblo, de Henrik Ibsen.  La pièce est représentée au Théâtre Calderón de Barcelone. Après ce moment, il participe à différentes œuvres comme El Cafè de la Marina de Josep Maria de Sagarra et El mono piadoso de José Ruibal.

### Carrière en solitaire
En 1977, Pepe Rubianes joue son premier rôle comme membre de Dagoll Dagom dans l’œuvre No hablaré en clase, la troisième de cette compagnie. Cette œuvre obtient un grand succès, ce qui permet à l’humoriste de prendre conscience de son talent et de réussir à  faire du  théâtre sa manière de vivre. 
En 1978, le comédien participe à  la quatrième œuvre de Dagoll Dagom, Antaviana, une comédie musicale dont la critique est très bonne et avec laquelle Rubianes fait une tournée en Espagne, France, Italie et Suisse.
Finalement, en 1981, l’acteur décide d’attaquer sa carrière en solitaire avec la pièce de 
théâtre  Pay-Pay, une comédie  que lui permet de jouer sur les scènes d’Amérique Centrale : à Cuba, au Mexique, à Panama, au Costa Rica et au Guatemala. 
En 1984, il donne la première de sa deuxième œuvre, Ño, qu’il joue dans différentes villes espagnoles et aussi en Argentine et en Uruguay. Les années suivantes, l’acteur présente deux nouvelles œuvres: en 1987,  Sin palabras  et en 1988  En resumidas cuentas. 
Grâce à toutes les œuvres que Rubianes joue sur les planches dans les années 1980, il termine cette décennie avec un grand prestige sur la scène théâtrale espagnole, étant  l’une de  personnes faisant des monologues des plus reconnues.
Dans les années 1990, le comédien fait son début dans les différents médias : la radio, le 
cinéma et la télévision, ce qui fait que sa popularité grandisse beaucoup. Dans de cette 
section, son travail le plus célèbre  est dans le rôle de  Maquinavaja, une 
adaptation télévisuelle de la B.D. de Ivà.  
En 1995, il inaugure à Barcelone Rubianes : 15 años, un recueil du  meilleur de ses travaux antérieurs depuis 1980.
En 1999, dans une interview, il prend part  à l’émission  Malalts de tele sur la chaîne 
autonomique catalane où il arrive à obtenir le record Guinness de l’interview la plus longue. Sa durée est de 8 heures et demie.
De 1997 à 2006 l’acteur joue son œuvre la plus acclamée Rubianes,solamente, un monologue où le comédien parle de ses expériences vécues et de ses opinions politiques avec une note d’humour. 
En 2006, Rubianes met en scène Lorca eran todos, œuvre qui déclenchera une très forte polémique après certaines opinions sur l’ensemble de l’Espagne qu’il rendit publiques lors d’une interview télévisuelle en Catalogne. 
En janvier 2008 il présente La sonrisa etíope, mais en avril les médecins lui diagnostiquent  un cancer du poumon à cause duquel il abandonne les plateaux. 
Il meurt le 1er mars 2009.

### Les paroles
Pepe Rubianes a toujours été remarquable pour son ironie et pour ses paroles grossières dans ses spectacles et dans sa vie. Il joue en parlant en castillan ou catalan bien que le plus fréquent soit avec  les deux langues en même temps.
Il se définit lui-même comme « acteur Galicien-Catalan : Galicien parce que je suis né en Galice quoique je n’aie presque jamais habité là et Catalan parce que j’ai toujours habité en Catalogne quoique je sois jamais né ici. »

## Œuvres
Théâtre
- 1977 : No hablaré en clase  "Je ne parlerai pas dans la classe", de Dagoll Dagom (es).
- 1978 : Antaviana, de Dagoll Dagom.
- 1981 : Operación Ubú "Opération Ubú", d’Els Joglars.
- 1983 : Pay-Pay
- 1984 : Ño
- 1987 : Sin palabras  "Sans Paroles"
- 1988 : En resumidas cuentas  "En comptes résumés"
- 1991 : Por el amor de Dios  "Pour l’amour de Dieu"
- 1992 : Ssscum !
- 1995 : Rubianes : 15 años  "Rubianes : 15 ans"
- 1997 : Rubianes, solamente  "Rubianes : seulement"
- 2006 : Lorca eran todos  "Lorca étaient tous"
- 2008 : La sonrisa etíope  "Le sourire éthiopien"

Cinéma et télévision
- 1995 : Makinavaja, TV1
- 1996 : El crimen del cine Oriente "Le crime du cinéma Orient", film mis en scène par Pedro Costa.

## Récompenses et nominations
- 1987 : Prix Joanot i Racó de l’Arnau au Meilleur Acteur de l’Année.
- 1991 : Prix Turia.
- 1996 : Prix Els Millors au Meilleur Acteur par Rubianes : 15 años.
- 1998 : Prix Les mil i una.
- 1998 : Prix Spécial de la Critique pour ses 15 ans.
- 1999 : Prix San Miguel de Patronato de la Fira del Teatre al Carrer de Tàrrega dans la catégorie de Mejor obra representada en una sala par Rubianes, solamente.
- 1999 : Prix d’honneur FAD Sebastià Gasch.
- 1999 : Prix Els Millors au Meilleur spectacle théâtral par Rubianes, solamente.
- 2006 :  Prix Gat Perich pour sa trajectoire.